# Pino Palladino
Pino Palladino (* 17. října 1957 Cardiff, Wales) je britský baskytarista italského původu.
Palladino hraje na baskytaru od svých 17 let, předtím několik let hrál na elektrickou kytaru. V roce 1980 se seznámil s Joolsem Hollandem a podílel se na jeho albu Jools Holland and the Millionaires. V 80. letech hrál Palladino, používající bezpražcovou baskytaru, s mnoha významnými hudebníky, včetně Garyho Numana, Paula Younga, Davida Gilmoura, Tears for Fears a Dona Henleyho. V 90. letech spolupracoval např. s Melissou Etheridgeovou, Rickem Wrightem, Eltonem Johnem a Ericem Claptonem. V roce 2002, po úmrtí Johna Entwistla, se stal Palladino členem kapely, která se dvěma zbylými členy The Who nahrála nové album Endless Wire. Rovněž se zúčastnil následujícího turné.